# 蛙亭のオールナイトニッポンシリーズ
『蛙亭のオールナイトニッポンシリーズ』（かえるていのオールナイトニッポンシリーズ）は、蛙亭がパーソナリティを務めるラジオ番組。
ニッポン放送 PODCAST STATION他で配信されている『蛙亭のオールナイトニッポンi』、『オールナイトニッポンPODCAST 蛙亭のトノサマラジオ』、ニッポン放送にて放送された『蛙亭のオールナイトニッポン0（ZERO）』がある。

## 概要
2020年9月20日、『蛙亭のオールナイトニッポンi』として配信開始。
2021年6月13日（12日深夜）、毎週日曜日（土曜日深夜）のオールナイトニッポン0（ZERO）の週替りパーソナリティ枠で『蛙亭のオールナイトニッポン0（ZERO）』を放送。
2021年10月5日、オールナイトニッポンPODCAST枠が新設されたことにより、『オールナイトニッポンPODCAST 蛙亭のトノサマラジオ』に改題。
Twitterのハッシュタグは「#蛙亭ANNP」、『蛙亭のオールナイトニッポンi』時代は「#蛙亭ANNi」、0（ZERO）枠での特番では『#蛙亭ANN0』。メールアドレスは一貫して、「krkr@allnightnippon.com」である。アドレスの「krkr」は蛙の鳴き声である「ケロケロ」から取られている。

## 出演者

### パーソナリティ
- 蛙亭（イワクラ、中野周平）

### ゲスト
- 森本サイダー（ep.31）

## コーナー

### 現在のコーナー
- お前の弁当、ずいぶんデカいのな!
- お前、この野郎!
- イワクラ
- さんきゅーな!
- リル
- ザコS
- サブメイン

### 過去のコーナー
- ギャルと武田鉄矢
- 絶対にイケるけど絶対にイったらアカン女
- わかんない!わかんない!わかんないよ!
- 雷鳴の渦巻く丘
- フフフ